# Hirofumi Daimatsu
Hirofumi Daimatsu (大松 博文 Daimatsu Hirofumi?) (Ayauta, Kagawa, 12 de febrero de 1921 - Ibara, Okayama, 24 de noviembre de 1978) fue un entrenador japonés de voleibol. Desde 1953 hasta 1964 estuvo al frente del Nichibo Kaizuka, un equipo formado por las trabajadoras de una empresa textil de Kaizuka que sentó las bases de la actual selección femenina de voleibol de Japón, y que fue apodado «las brujas de Oriente» tras haber conquistado el Campeonato Mundial de 1962 y la medalla de oro en los Juegos Olímpicos de Tokio 1964. Se le considera una de las figuras más relevantes en el desarrollo del voleibol femenino.

## Biografía
Nacido en 1921 en la prefectura de Kagawa, comenzó a jugar al voleibol en el instituto y llegó a formar parte del equipo de la Universidad Kwansei Gakuin, donde completó estudios de comercio. En 1941 comenzó a trabajar en Nichibo Corp., una fábrica textil de Kaizuka, Osaka.
Cuando tenía 20 años fue reclutado por el ejército japonés en la Segunda Guerra Mundial y ascendió hasta subteniente. Durante la campaña de Birmania dirigió una unidad de cuarenta soldados que logró regresar a Japón tras haber sobrevivido en la jungla bajo condiciones muy adversas, una traumática experiencia que influyó en su vida.

### Nichibo Kaizuka
En 1953 se convirtió en el entrenador del equipo femenino de voleibol de la empresa, el Nichibo Kaizuka. El plantel estaba formado por trabajadoras de la fábrica textil, algunas de las cuales tenían experiencia en el deporte universitario y habían sido contratadas a sugerencia del entrenador. Desde el primer minuto impuso un programa de entrenamiento marcado por una estricta disciplina, sesiones físicas y horarios intensivos después de cada jornada laboral, sin apenas tiempo para conciliar, que le hicieron ganarse el apodo de «demonio». El propio Daimatsu había limitado su vida al trabajo en Nichibo por las mañanas y a los entrenamientos por las noches.
Tres años después, en 1956, el Nichibo Kaizuka ganó su primer campeonato japonés y se convirtió en dominador absoluto de las siguientes ediciones, primero con el sistema de nueve jugadoras y desde 1958 con el reglamento actual de seis en la cancha. Con la excepción del torneo de 1960, el equipo venció once ediciones de doce posibles.
La Federación Japonesa invitó al equipo como representante de la selección nipona en el Campeonato Mundial de Voleibol Femenino de 1960, y fueron subcampeonas con una única derrota frente a la Unión Soviética. Lejos de conformarse con el resultado, el entrenador rehízo su plan preparatorio, estudió cómo se jugaba en otros países y aplicó tácticas revolucionarias en la época, como alternar posiciones después de la recepción. En 1961 el Nichibo Kaizuka hizo una gira europea en la que firmó 24 victorias consecutivas, lo que llevó a la prensa mundial a bautizarlo como «las brujas de Oriente». Y en el Campeonato Mundial de 1962 la selección japonesa —de nuevo representada por el Nichibo— superó a la URSS para hacerse con la medalla de oro sin ceder un solo encuentro.
Aunque Daimatsu pensaba desmantelar el bloque después del triunfo en 1962, la Federación le convenció para seguir hasta los Juegos Olímpicos de Tokio 1964, donde el voleibol femenino debutaba en el programa oficial. De las doce jugadoras que conformaron la selección femenina japonesa, diez procedían del Nichibo. El entrenador aplicó el mismo sistema intensivo que apenas dejaba descanso entre el trabajo y el deporte, con sesiones que podían alargarse hasta la medianoche. Finalmente Japón ganó la primera medalla de oro en la historia del voleibol femenino y su triunfo se convirtió en un símbolo del renacimiento del país tras la posguerra.
Se estima que el Nichibo Kaizuka llegó a vencer un total de 175 partidos consecutivos. Después de haber ganado el oro olímpico, Daimatsu dejó su empleo en Nichibo y la mayoría de las jugadoras se retiraron del deporte amateur. El Nichibo Kaizuka continuó ganando el campeonato japonés hasta 1968, y se ha mantenido en el voleibol nacional bajo el nombre de Unitika Phoenix.

### Vida posterior
En 1965 viajó tres veces a la República Popular China, invitado por el primer ministro Zhou Enlai, para formar a los entrenadores que sentaron las bases de la selección femenina de voleibol de China. Entre 1968 y 1974 fue diputado en la Cámara de Consejeros de Japón por el Partido Liberal Democrático, y en sus últimos años de vida siguió ligado al desarrollo del voleibol femenino en su país.
Falleció el 24 de noviembre de 1978, a los 57 años, víctima de un infarto agudo de miocardio que le sorprendió mientras estaba en Ibara, Okayama. Al día siguiente el gobierno japonés le concedió la Orden del Tesoro Sagrado a título póstumo. En 2000 ingresó en el Salón de la Fama del Voleibol.